# أوكراتوكسين أ
أوكراتوكسين ِأ (Ochratoxin A) هو أحد السموم الفطرية، المسرطنة والمعروفة في الحيوانات، يمكن أن يحدث التعرض البشري من خلال استهلاك المنتجات الغذائية الملوثة، ولا سيما الحبوب الملوثة ومنتجات لحوم الخنزير، وكذلك القهوة والعنب والنبيذ والعنب المجفف.
تم العثور على السموم في الأنسجة والأعضاء من الحيوانات، بما في ذلك الدم البشري وحليب الثدي.
الأوكراتوكسين A، مثل المواد الأكثر سمية، لديه الأنواع الكبيرة الخلافات والسمية والمصنفة حسب الجنس.

## التأثير السمّي
يحتمل أن تكون مسرطنة للإنسان. وقد تبين الأوكراتوكسين A تكون مسبب لطفرات جينية ضعيفة، ربما عن طريق تحريض أكسدة وتلف الحمض النووي.

## السميّة العصبية
- الأوكراتوكسين A لها قابلية قوية لتسمم الدماغ، وخاصة المخيخ (الخلايا العصبية)، الدماغ المتوسط وقرن آمون. تقارب للقرن آمون يمكن أن يكون ذات صلة في التسبب بمرض الزهايمر.
- يسبب استنزاف حاد في دوبامين الجسم المخطط، الذي يعد مسؤولاً عن مرض الشلل الرعاش، إلا أنه لم يتسبب في موت الخلايا في أي من مناطق الدماغ التي تم فحصها.
- يعتقد أن الأوكراتوكسين قد يساهم في مرض الزهايمر وأمراض باركنسون. ومع ذلك فمن المهم أن نلاحظ أن هذه الدراسة أجريت في المختبر، وربما لا تكون صحيحة للبشر. [14] الدماغ النامية هو عرضة للغاية لالأوكراتوكسين، ومن هنا جاءت ضرورة توخي الحذر أثناء الحمل.